# La Belle et la Bête (parcs Disney)
Cet article concerne le spectacle des parcs à thèmes. Pour la comédie musicale de Broadway, voir La Belle et la Bête (comédie musicale).
Pour les articles homonymes, voir La Belle et la Bête.
La Belle et la Bête ou Beauty and the Beast : Live on Stage  est un spectacle de type comédie musicale donné dans plusieurs parcs Disney dont Disney's Hollywood Studios en Floride, ayant pour sujet le film de Disney La Belle et la Bête de 1991.
Inspiré par le succès de ce spectacle, Disney a conçu en 1994 un spectacle pour Broadway : La Belle et la Bête - La comédie musicale à Broadway .
Le spectacle a été mis en scène par Robert Jess Roth et chorégraphié Matt West, qui rejoignent par la suite la production à Broadway.

## Les attractions

### Disney's Hollywood Studios
La salle de spectacle a été déménagée en 1993 afin d'agrandir le parc.
- Ouverture : 22 novembre 1991[2]
- Conception : Walt Disney Entertainment
- Durée : 25 min
- Théâtre :
  - Capacité : 1 500 places
  - Theaters of the Stars (ancien) 22 novembre 1991 au 2 mai 1993
  - Theaters of the Stars (nouveau) mai 1994
- Type d'attraction : Comédie musicale
- Situation : 28° 21′ 33″ N, 81° 33′ 34″ O

### Disneyland
Cette version est une copie-conforme de celle des Disney's Hollywood Studios
- Ouverture : 11 avril 1992[2]
- Fermeture : 30 avril 1995[2]
- Conception : Walt Disney Entertainment
- Théâtre : Vidéopolis de Fantasyland
- Durée : 23 min
- Type d'attraction : Comédie musicale
- Situation : 33° 48′ 53″ N, 117° 55′ 08″ O

### Disneyland Paris
- Ouverture : 1992
- Fermeture : 1996
- Conception : Walt Disney Entertainment
- Théâtre : Vidéopolis dans Discoveryland
- Durée : 23 min
- Type d'attraction : Comédie musicale
- Spectacles suivants :
  - Disney Classic : La Musique et la Magie de 1996 à 1999
  - Mulan, la légende du 28 novembre 1999 à novembre 2002
  - Mickey's Show Time du 9 novembre 2002 à mars 2004
  - La Légende du Roi Lion 1er juillet 2004 au 4 janvier 2009